# مسجد وتكية محي الدين البرزنجي
تكية الشيخ محي الدين البرزنجي، هي من مساجد العراق القديمة والتكايا التراثية في محافظة أربيل، ولقد بنى التكية وأسسها الشيخ محمد صالح البرزنجي عام 1312هـ/ 1894م، وللتكية أهمية تاريخية، حيث كانت المرفأ الأمين لحل مشاكل الناس في مسائل الفقه والدين، ولقد اتخذها الشيخ محمد صالح البرزنجي محلاً للإرشاد والتوجيه الاسلامي، وأشترى أرضها من أصحابها ووسع بناؤها وساعده في البناء الأهالي من أربيل وبدون أجر وتردد عليهِ الكثير من العلماء ومنهم الشيخ أمجد الزهاوي، والشيخ الداعية محمد محمود الصواف، ويقع مبنى المسجد في وسط محلة العرب القديمة في الجهة الجنوبية الغربية من قلعة أربيل، وفي بداية الأمر كانت أرضيتها من التراب ثم تم كساؤها وفي وسط الفناء كان يوجد حوض ماء، وبئر على مقربة منه ينهل الماء منه، ويصب في الحوض ويتقدم الحرم رواق يتكون سطحه من ثلاث قبب وتبلغ مساحة الحرم 110 أمتار مربعة، ويعلو مبنى الحرم قبة كبيرة مبنية بتصميم فني نادر، وفي المسجد محفل للقراء ويتوسط الحرم منبر، يرتقى لهُ بواسطة سلم مصمم من داخل الجدار وعلى شمال المنبر يقع المحراب، وفي المسجد عدة غرف ومنها مدخل صغير لهُ باب صغير كان الشيخ يتردد منها إلى داره الكائن إلى جانب التكية، وبعد ذلك تم توسعتها وبني فيها عدة غرف تحولت احداها إلى مقبرة خاصة للعائلة، وفي عام 1939م قام الشيخ محي الدين البرزنجي بهدم الرواق الموجود امام الحرم ثم جرت توسعته، وفي عام 1962م قام الشيخ بترميم التكية وجعل في الرواق أقواس مع أعمدة أسطوانية من الكونكريت الصلب، وبني حوض للماء مربع الشكل من الكونكريت.
وفي عام 1407هـ/ 1987م، جرى ترميم آخر للتكية شمل سطح القبة والحرم والغرف وتبليط فناء التكية ولقد هدم المصلى الصيفي وبني فيهِ عدد من محلات الوضوء ونصب العديد من خزانات الماء، أما التعمير الأخير فكان عام 1426هـ/2005م، من قبل وزارة أوقاف الأقليم في كردستان العراق، وتبلغ مساحة المبنى الآن أكثر من ألف متر مربع.